# Kalle Kriit
Kalle Kriit (Elva, URSS, 13 de noviembre de 1983) es un deportista estonio que compitió en ciclismo en las modalidades de ruta y montaña (campo a través). Ganó una medalla de plata en el Campeonato Europeo de Ciclismo de Montaña en Maratón de 2009.

## Medallero internacional
| Campeonato Europeo | Campeonato Europeo | Campeonato Europeo | Campeonato Europeo |
| Año                | Lugar              | Medalla            | Competición        |
| ------------------ | ------------------ | ------------------ | ------------------ |
| 2009               | Tartu (Estonia)    | Medalla de plata   | Campo a través     |

## Resultados
2007
- Kreiz Breizh Elites, más 3 etapas

2008
- 2.º en el Campeonato de Estonia en Ruta

2010
- Campeonato de Estonia en Ruta

## Resultados en Grandes Vueltas y Campeonato del Mundo
| Carrera         | Carrera         | 2008 | 2009 | 2010 | 2011 |
| --------------- | --------------- | ---- | ---- | ---- | ---- |
|                 | Giro de Italia  | —    | —    | 98.º | —    |
|                 | Tour de Francia | —    | —    | —    | —    |
|                 | Vuelta a España | —    | —    | —    | —    |
| Mundial en Ruta | Mundial en Ruta | —    | —    | Ab.  | —    |

| —: No participó | Ab: Abandono |

## Equipos
- Mitshubishi-Jartazi (2008)
- Cofidis (2010-2011)